# Propriétés intrinsèques et extrinsèques
Les propriétés intrinsèques et extrinsèques d'un système ou d'une entité sont la distinction de leurs caractéristiques et fonctionnement selon leur degré de dépendance de facteurs externes : dépendance nulle ou voisine de zéro dans le cas d'une propriété intrinsèque entièrement définie par la constitution ou nature de l'objet considéré. Une propriété intrinsèque est ainsi indépendante de la quantité de matière présente autant que de sa forme, par exemple, un grand fragment ou une collection de petites particules. Les propriétés intrinsèques dépendent principalement de la composition chimique ou de la structure de la matière.
Une propriété qui n'est pas essentielle ou inhérente est appelée propriété extrinsèque. Dans ce cas, la situation et autres aspects d'environnement déterminent une bonne part de toute expression de ce genre de propriété. Ainsi, la densité est une propriété intrinsèque de tout objet physique tandis que le poids est une propriété extrinsèque puisqu'il varie fortement selon l'intensité du champ gravitationnel local.
En biologie, les effets intrinsèques ont leur origine dans l'intérieur d'une cellule ou organisme, tels qu'une maladie auto-immune ou une immunité intrinsèque.